# Lulworth Cove
Pour les articles homonymes, voir Lulworth.

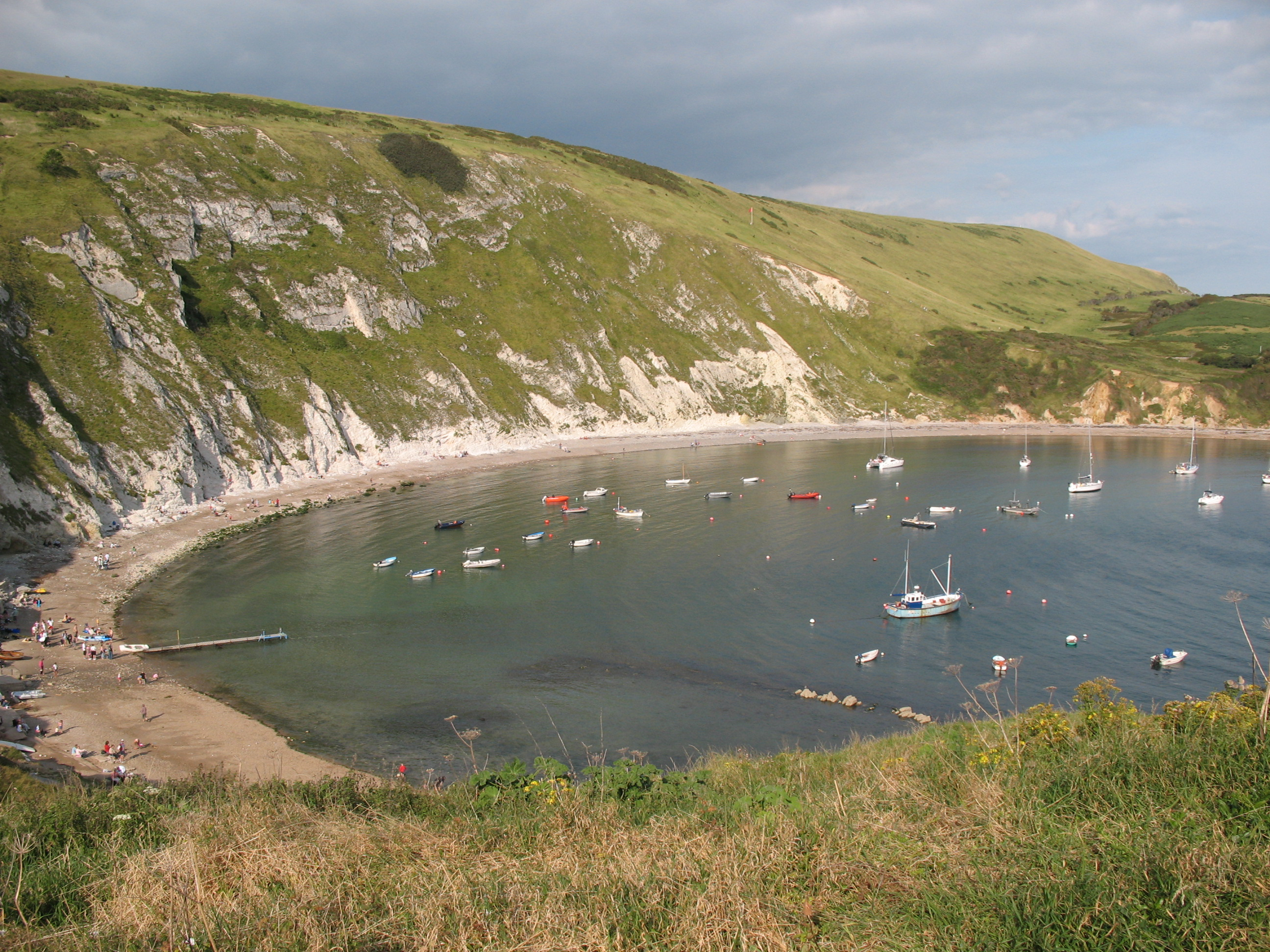
Lulworth Cove

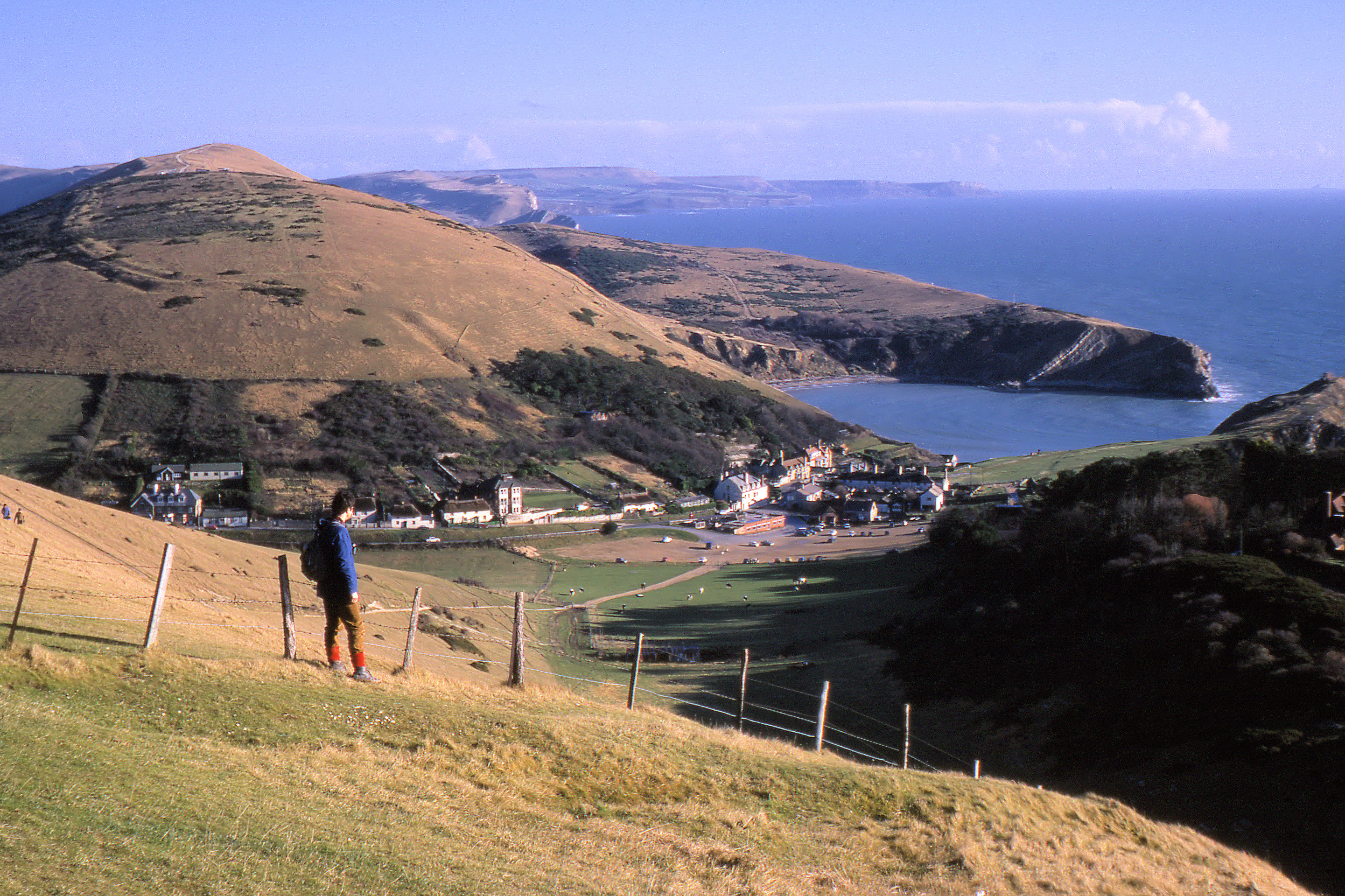
Lulworth Cove

Lulworth Cove est une crique, près du village de West Lulworth, sur le littoral du Dorset et de l'est du Devon, dans le Sud de l'Angleterre. C'est un haut lieu de l'étude géologique du Sud du Royaume-Uni, et il est possible d'y observer notamment des plis dans des roches principalement du Crétacé.